# Walter Bacher (Politiker)

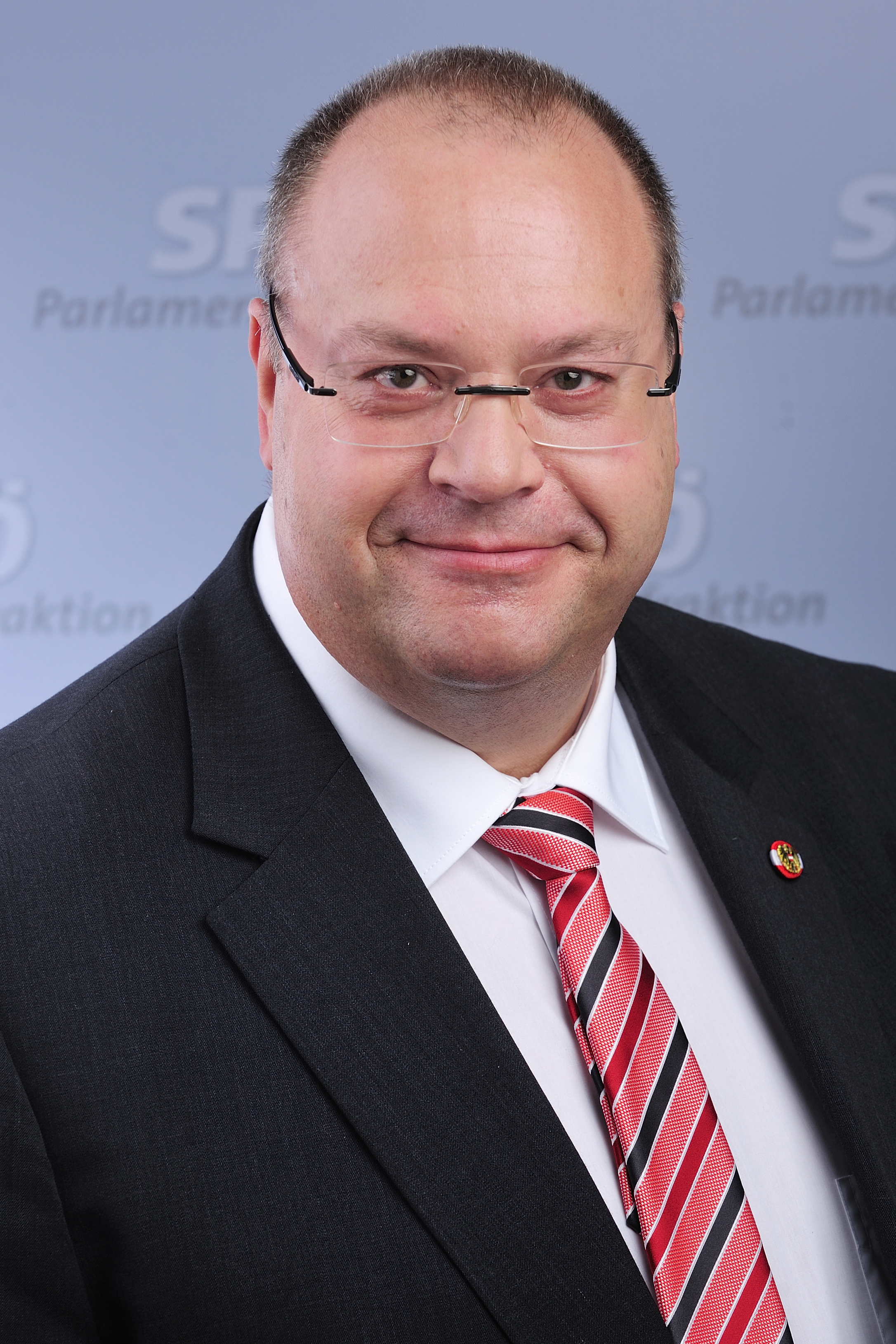
Walter Bacher (2014)

Walter Bacher (* 2. September 1962 in Mittersill) ist ein österreichischer Politiker (SPÖ). Er war von 2013 bis 2019 Abgeordneter zum Nationalrat.

## Leben
Bacher besuchte von 1968 bis 1976 die Volks- und Hauptschule in Uttendorf. 1976 war er in der Nachrichtentechnik in St. Pölten tätig. Von 1977 bis 1980 besuchte er die Berufsschule und erlernte den Beruf des Schlossers und Kunstschmieds. 1981 leistete er seinen Präsenzdienst beim Bundesheer ab. 1989 wurde er Abteilungsleiter im Mitarbeiterbüro der Gletscherbahnen Kaprun.
Er ist Kammerrat der Arbeiterkammer Salzburg und Vorstandsmitglied der Gewerkschaft vida. Seit 2012 ist er SPÖ-Bezirksparteivorsitzender in Pinzgau. 1999 wurde er in die Gemeindevertretung der von Uttendorf gewählt.
Ab 2013 war er für den Wahlkreis 5C – Lungau/Pinzgau/Pongau Abgeordneter zum Nationalrat (XXV. GP) und gehörte dort der Sozialdemokratischen Parlamentsfraktion an. In der Legislaturperiode von 2013 bis 2017 war er Mitglied des Ausschusses für Konsumentenschutz, des Tourismusausschusses, des Verkehrsausschusses und des Unterausschusses des Außenpolitischen Ausschusses.
Nach der Nationalratswahl 2017 behielt Walter Bacher sein Mandat im Nationalrat und war Teil des Immunitätsausschusses. Nach der Nationalratswahl 2019 schied er aus dem Nationalrat aus.